# Długołęka (gromada w powiecie oleśnickim)
Długołęka – dawna gromada, czyli najmniejsza jednostka podziału terytorialnego Polskiej Rzeczypospolitej Ludowej w latach 1954–1972.
Gromady, z gromadzkimi radami narodowymi (GRN) jako organami władzy najniższego stopnia na wsi, funkcjonowały od reformy reorganizującej administrację wiejską przeprowadzonej jesienią 1954 do momentu ich zniesienia z dniem 1 stycznia 1973, tym samym wypierając organizację gminną w latach 1954–1972.
Gromadę Długołęka z siedzibą GRN w Długołęce utworzono – jako jedną z 8759 gromad na obszarze Polski – w powiecie oleśnickim w woj. wrocławskim, na mocy uchwały nr 23/54 WRN we Wrocławiu z dnia 2 października 1954. W skład jednostki weszły obszary dotychczasowych gromad Długołęka, Domaszczyn, Mirków i Szczodre ze zniesionej gminy Zakrzów oraz Kamień ze zniesionej gminy Brzezia Łąka w tymże powiecie. Dla gromady ustalono 27 członków gromadzkiej rady narodowej.
1 stycznia 1960 do gromady Długołęka włączono wsie Łosice, Dąbrowice i Dobroszów ze zniesionej gromady Januszkowice w tymże powiecie.
1 stycznia 1972 do gromady Długołęka włączono wsie Januszkowice, Jaksonowice, Kępa i Michałowice ze zniesionej gromady Dobra w tymże powiecie.
Gromada przetrwała do końca 1972 roku, czyli do kolejnej reformy gminnej. 1 stycznia 1973 w powiecie oleśnickim utworzono gminę Długołęka.